# Pterocarya stenoptera
Pterocarya stenoptera D.CD. – gatunek drzewa z rodziny orzechowatych. Występuje naturalnie w Chinach i w północnym Wietnamie.

## Morfologia

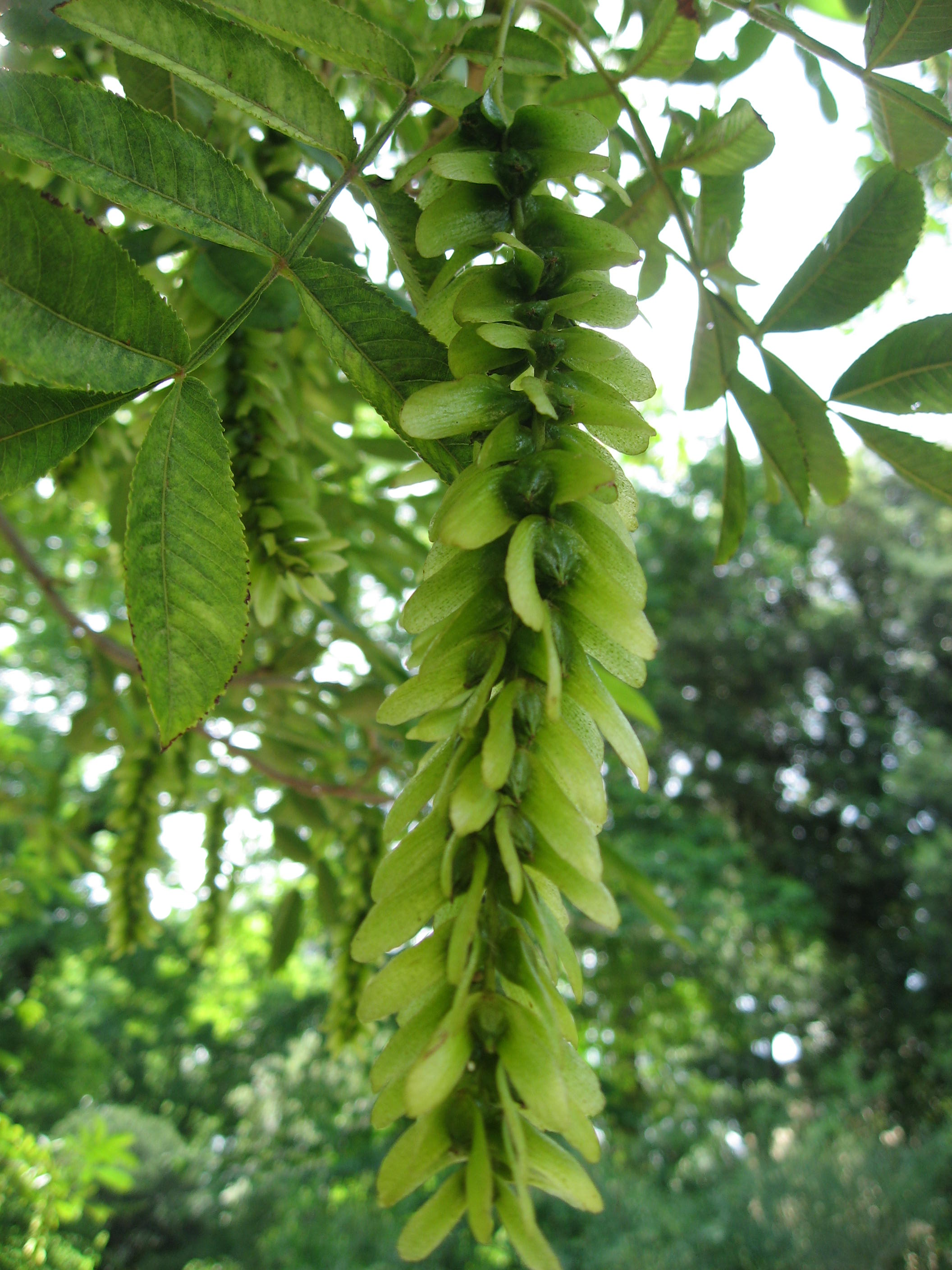
Owoce

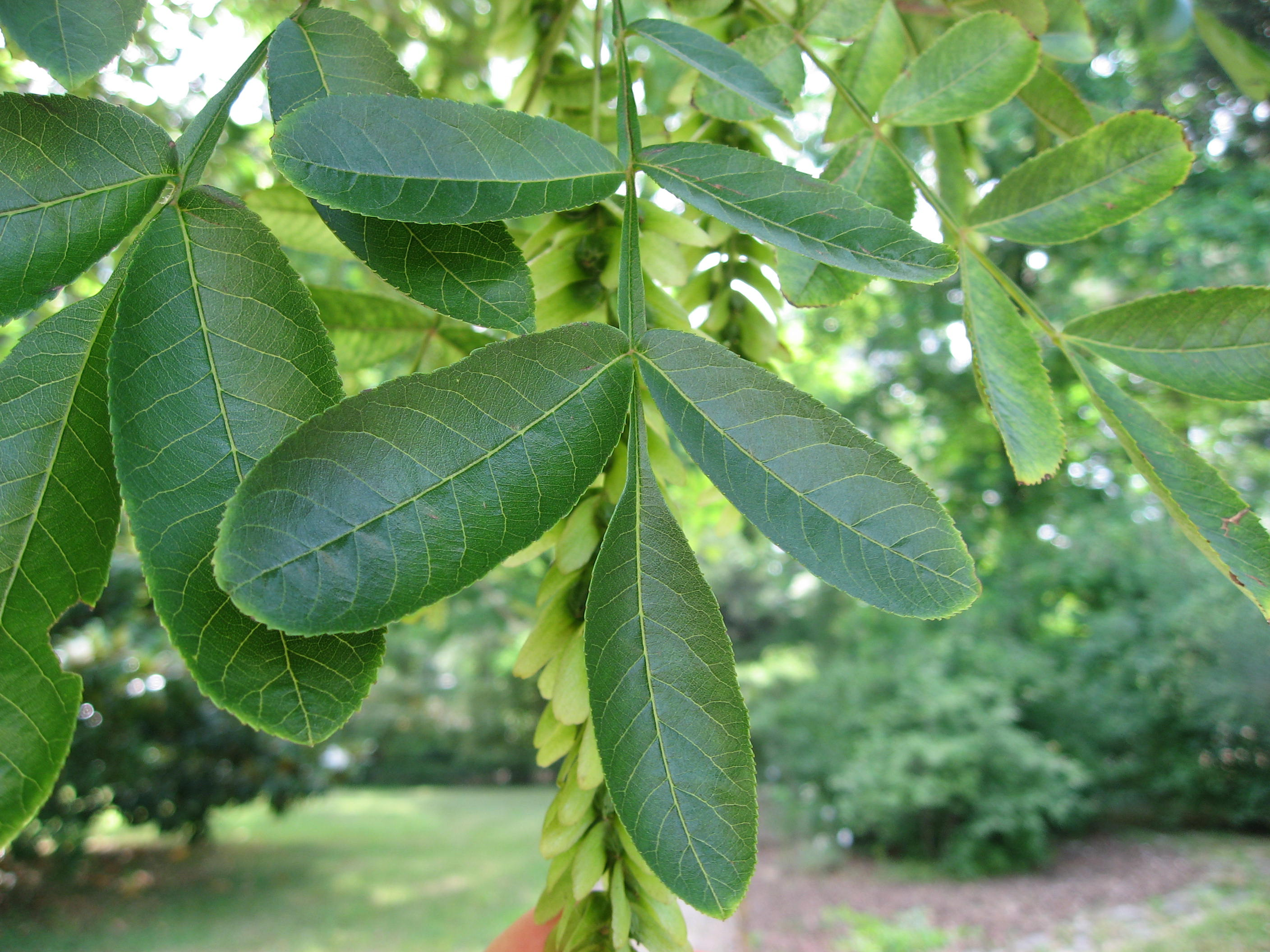
Liście

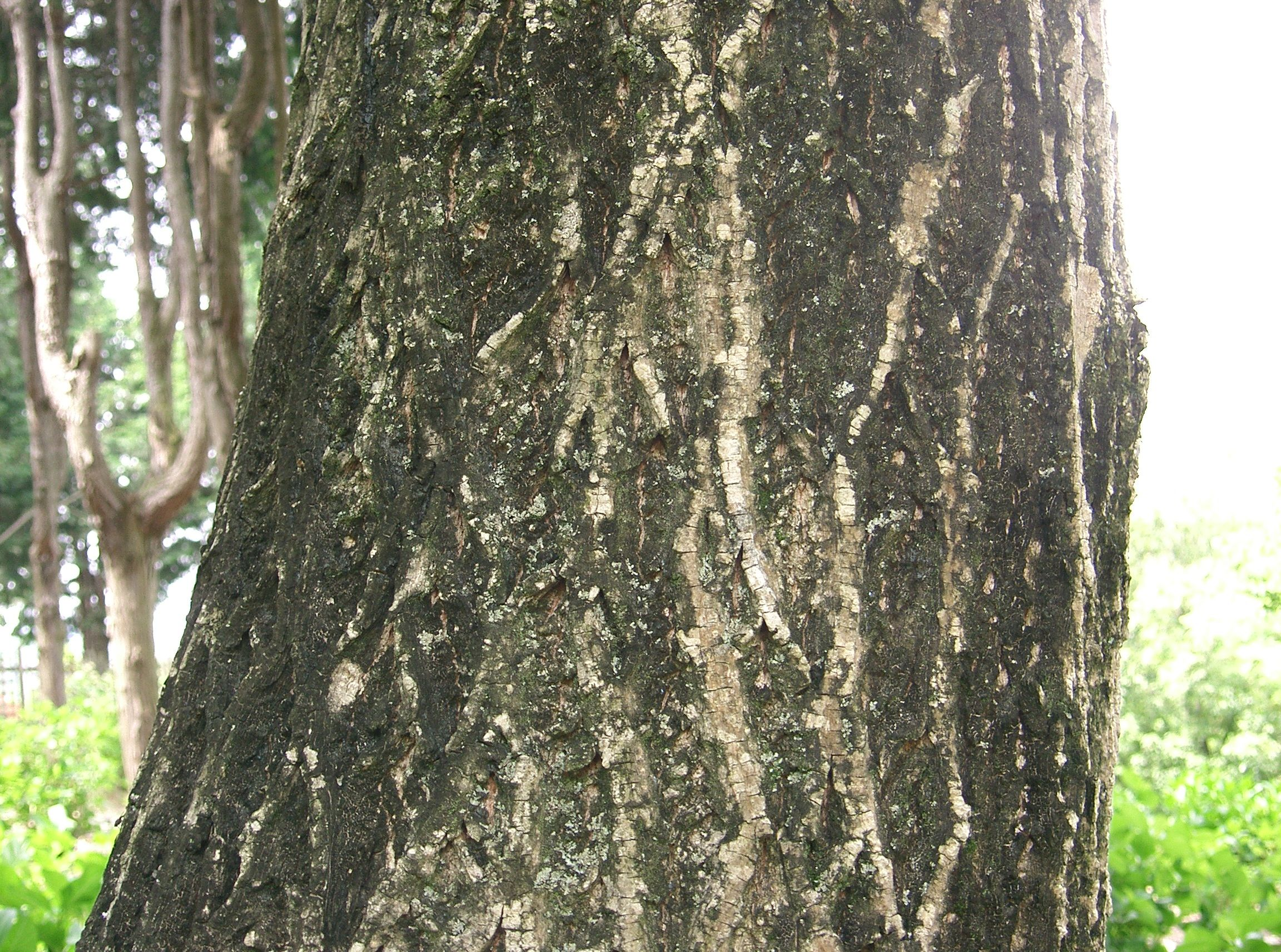
Kora

PokrójCzęsto ma pokrój krzewiasty. Zwykle krótki pień z szeroką koroną. Nie daje odrostów.
PędyMłode pędy posiadają brązowe włoski.
LiścieLiście nieparzystopierzaste. Ogonek liściowy jest szeroko oskrzydlony i ząbkowany.
KwiatyDługie zwisające kotki.
OwoceOrzeszki z dwoma skrzydełkami.